# 欧阳淞
欧阳淞（1948年10月—），湖南双峰县青树坪镇人；湖南师范大学中文系毕业，中国人民大学法学博士；中共党史专家，曾参与起草《中共十八大报告》。曾任中共中央组织部副部长、中共中央党史研究室主任等职。

## 从政经历
欧阳淞早年一直在湖南湘西地区工作；曾历任吉首市副市长，湘西自治州委常委、州委秘书长、常务副州长等职。1993年1月，调中共中央组织部；先后担任干部调配局副局长、组织局局长，部务委员兼组织局局长；2005年，升任中央组织部副部长。2008年9月，转任中共中央党史研究室主任。
第十一届全国政协常务委员会委员，第十二届全国人大常委会委员。